# Stanisław Wejman
Stanisław Wejman (ur. 1944 w Jędrzejowie) – polski grafik, malarz i pedagog, profesor sztuk plastycznych.

## Życiorys
W latach 1962–1968 studiował na Wydziale Malarstwa i Grafiki Akademii Sztuk Pięknych w Krakowie, początkowo malarstwo w pracowni Hanny Rudzkiej-Cybis, następnie grafikę. Dyplom uzyskał w 1968 w Pracowni Miedziorytu pod kierunkiem profesora Mieczysława Wejmana. W tym samym roku został pracownikiem macierzystej uczelni. W 1994 otrzymał tytuł profesora sztuk plastycznych. W latach 1984–1985 pracował jako profesor wizytujący w USA, a w 1990 w Kanadzie. Uczył grafiki na uczelniach artystycznych m.in. w Antwerpii, Maastricht, Montrealu, Storrs, Urbino. Jego uczniami byli m.in. Joanna Kaiser-Plaskowska, Krzysztof Tomalski i Dariusz Vasina.
Uczestnik wystaw indywidualnych i zbiorowych, m.in. w ramach Międzynarodowego Triennale Grafiki w Krakowie.
Laureat m.in. Nagrody Fundowanej VIII Ogólnopolskiej Wystawy Grafiki w Warszawie w 1978, wyróżnienia w konkursie Polskiego Towarzystwa Wydawców Książek w 2004, nagrody indywidualnej Ministra Kultury i Dziedzictwa Narodowego w 2005. Odznaczony Krzyżem Oficerskim Orderu Odrodzenia Polski (2013) oraz Brązowym Medalem „Zasłużony Kulturze Gloria Artis” (2011).
Mąż Anny Sobol-Wejman, graficzki i malarki. Syn Mieczysława Wejmana, grafika i profesora krakowskiej ASP.